# Histoire du schisme de l'Église d'Antioche

L'Histoire du schisme de l'Église d'Antioche est un ouvrage publié en 1791 écrit par Gabriel-Nicolas Maultrot.
Il fait 237 pages et a été publié chez Dufrene, au Palais à Paris.
Un autre ouvrage aurait été publié vers 1792 pour contredire et nier ce qui y est dit[réf. souhaitée].